# Tipula derbyi
Tipula derbyi är en tvåvingeart som beskrevs av Doane 1912. Tipula derbyi ingår i släktet Tipula och familjen storharkrankar. Inga underarter finns listade i Catalogue of Life.